# Ponta Baleia
A Ponta Baleia é uma formação geológica costeira de São Tomé e Príncipe, localizada na ilha de São Tomé, a Sul da província Caué. Este acidente geológico localiza-se entre a Praia Micondo e a Ponta Barro Preto.